# Čičmanská kotlina
Čičmanská kotlina je geomorfologická část Zliechovské hornatiny.  Leží v jižním výběžku okresu Žilina, v okolí obce Čičmany.

## Vymezení
Nachází se na rozhraní západního a středního Slovenska, v centrální části Zliechovské hornatiny, podcelku Strážovských vrchů. Má protáhlý tvar ve směru jihozápad-severovýchod, kopírující horní tok Rajčanky. Plošně nevelká kotlina má délku cca 4 a šířku okolo 2 km. Ze západu a severozápadu ji ohraničuje geomorfologická část Strážov s masivem stejnojmenného vrchu, z východu a jihovýchodu je to část Javorinka s stejnojmenným vrchem. 
Územím vede jediná komunikace, silnice III. třídy 2112, spojující Čičmany s Rajeckou kotlinou na severu a Zliechovom na jihozápadě.

## Ochrana prírody
Kotlina je součástí CHKO Strážovské vrchy.  Obec Čičmany je od roku 1977 památkovou rezervací lidové architektury.

## Turismus
Kotlina s rázovitou obcí Čičmany v centrální části Strážovských vrchů si díky své odlehlosti zachovala svůj původní ráz. Dřevěnice s jedinečnými malovanými motivy se staly živým skanzenem, vyhledávaným turisty z celého světa. Vzor motivu je často brán jako jedinečný symbol krajiny. Mezi nejzachovalejší stavby patří Radenov dom.
Centrem obce vede  červeně značená Cesta hrdinů SNP (Strážov – Fačkovské sedlo), v trase které vede Evropská dálková trasa E8 i Mezinárodní Mariánská turistická trasa, spojení s dalšími chodníky v širším okolí zabezpečuje  žlutě značená trasa.